# Route 2 (Oman)
Die Route 2 oder R2 ist eine Hauptverkehrsstraße im Sultanat Oman, genau genommen in der Exklave Musandam. Die Hauptverkehrsstraße führt von der Grenze der Vereinigten Arabischen Emirate bis in die Regionshauptstadt al-Chasab. Die Route 2 ist mit nur jeweils einer Fahrspur auf beiden Seiten ausgestattet und verläuft fast immer an der Küste des Persischen Golfes. Sie ist die einzige ausgeschilderte Straße in Musandam.

## Verlauf
Der Beginn der Route 2 ist der omanische Grenzposten an der Grenze zu den Vereinigten Arabischen Emiraten. Im Emirat Ra’s al-Chaima verläuft die R2 unter der Nummer E11 in Richtung Dubai weiter. Grenznahe Städte in den Vereinigten Arabischen Emiraten sind al-Qir und Schaʿm. Nach einem Kilometer befindet sich das Dorf Tibat. 5 Kilometer nach Tibat befindet sich das weitgezogene Dorf Ghuma, hier befindet sich das Contractors Camp Yard. Nach 3 Kilometern liegt die Ortschaft Bucha. Bucha ist bis al-Chasab die größte Ortschaft an der Route 2. Während der nächsten 15 Kilometern gibt es mehrere Siedlungen wie al-Dschadi und al-Dschirri. Nun entfernt sich die Straße von der Küste, nach Serpentinen befindet sich die Ortschaft Harf Ghabi. 2 Kilometer weiter gibt es eine Abzweigung auf eine Schotterpiste, welche bis zum nördlichsten Punkt der Stamminsel von Musandam führt, hier gibt es nur eine Moschee. 9 Kilometer nach der Abzweigung beginnt das Stadtgebiet von al-Chasab. Inzwischen fährt man an der schroffen Küste entlang, es gibt hier nur zwei Dörfer, Hana und Qada. Einen Kilometer weiter befindet sich der Hafen von al-Chasab, ab hier ist die Route 2 bis ins Zentrum mit jeweils zwei Fahrspuren ausgestattet. Im Zentrum von al-Chasab fährt man durch einen langen und prächtigen Wald. Die R2 endet dann am Khasab-New Souk R/A. Kurz davor zweigt die Straße zum Flughafen Chasab ab. Vom Kreisverkehr führt eine Straße weiter ins Industriegebiet und eine andere ins dünn besiedelte Hinterland von Musandam.